# Стортинг
Стуртінґ (норв. Stortinget, [ˈstûːʈɪŋə]; досл. «Великий Тінґ») — парламент Норвегії.

## Загальні відомості
Місцем перебування стортингу є столиця Норвегії — Осло. Кількість депутатів, обраних до норвезького парламенту, становить 169 осіб, 150 з яких обирають за партійними списками від провінцій (фюльке), а решта 19 отримують так звані «зрівняльні» мандати.
Основними завданнями стортингу є:
- Видання законів
- Прийняття бюджету
- Контроль за роботою уряду

До 2009 року стуртінґ формально складався з 2 палат — удельстінґу і лаґтінґу. Однак 2007 року було ухвалено рішення, що після наступних виборів 2009 року стуртінґ стане однопалатним. Очолює стуртінґ президент. З 25 листопада 2021 ним є Масуд Гараххані. Крім нього, до президії парламенту входять пʼять віцепрезидентів. Місця в президії розподіляються пропорційно, відповідно до представлених в стортингу партій. Засідають депутати в пленарному залі не фракційно, а групами від провінцій.
Кожна фракція має свого голову, офіційного представника та правління. Члени фракційних правлінь автоматично є також членами парламентських комісій у закордонних справах і з конституційного права.
У стуртінґу працює 13 комісій. Кожен депутат парламенту бере участь у роботі будь-якої комісії. У комісіях пропорційно представлені як партії, так і провінції країни. У комісії входить від 11 до 20 депутатів, після її створення члени вибирають голови, офіційного представника і секретаря. Засідання комісій проходять у відкритому режимі. Комісії також мають право запрошувати на свої засідання представників уряду, будь-яких організацій і приватних осіб, якщо це потрібно для кращого освітлення розглянутого питання.
У стуртінґу не існує такого поняття як «імперативний мандат». Кожен депутат користується правом особистої недоторканності. На 2002 рік річна зарплата депутата стуртінґу становила приблизно 70 тисяч євро. Депутати не мають права добровільно повернути свої мандати. Виняток робиться лише для випадків, коли депутат парламенту призначається міністром.
Будь-який громадянин може спостерігати за ходом дебатів у стуртінґу, перебуваючи на спеціальній галереї, а депутат, який голосує «проти», не тільки натискає на відповідну кнопку, а й встає зі свого місця, демонструючи свою незгоду з тим, що відбувається.

## Історія
Стуртінґ походить від ранньосередньовічних норвезьких тінґів, зборів представників норвезьких родів, на яких обирали королів, засуджували злочинців, укладали договори та залагоджували суперечки.

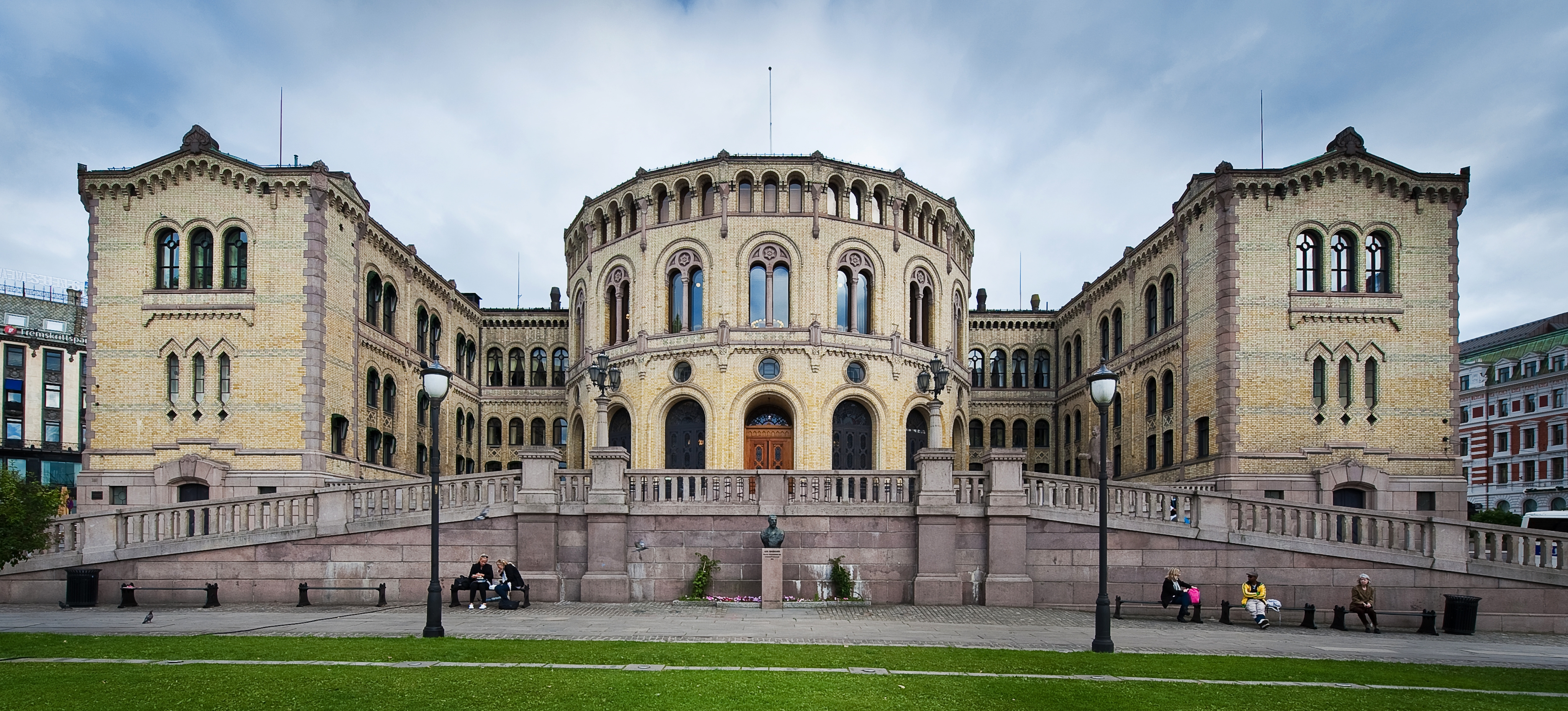
Будівля парламенту в Осло

У сучасному вигляді стуртінґ існує з 1814 року, коли 17 травня прийняли Норвезьку конституцію. Стуртінґ засідав і за часів шведсько-норвезької унії 1814—1905 років.